# اکلفکن
اکلفکن (به انگلیسی: Ecclefechan) یک روستا در بریتانیا است که در دامفریس و گالووی واقع شده‌است. اکلفکن ۷۴۶ نفر جمعیت دارد.